# 文字遊戯
『文字遊戯』（モジユウギ、繁体字中国語：文字遊戲、英語：Word Game）は、台湾のTeam9が開発し2022年1月21日に発売されたゲームソフト。発売前の2021年1月14日には、無料体験版の『文字遊戯：第零章』が配信された。
日本語版はフライハイワークスがローカライズを担当し、『文字遊戯 第零章』が2023年7月14日に無料配信、『文字遊戯』が2025年8月7日に発売された。

## 概要
キャラクターや背景がすべて文字だけで構成された世界が舞台で、主人公の「我（ワタシ）」は村で勇者の任務を託され、世界を脅かす「魔龍（ダークバハムート）」を討伐する旅に出る。
本作でプレイヤーが操作するのは「我」の文字で、道中で画面内に表示される文字を調べたり文字の並びや組み合わせを変えたりなどすることによってパズルを解きながら進めていく。ゲーム内のグラフィックは、例えば木ならば「木」や「樹」の文字で表現され、「門」の文字が実際の門のように開いたり、「火」の文字が実際の火のように揺らめいたりするなど、文字が意味に即してアニメーションする演出も取り入れられている。
原作の中国語版では、中国語特有の同音異義語や多義語、文法がパズルに組み込まれているため、しばしば「翻訳不可能」と言われていたが、前述のようにフライハイワークスによる日本語ローカライズ版が発売された。
2025年には、続編となる『文字遊戲世界』が発売予定（日本語版の発売は未定）。

## システム
ゲーム内では以下の3種類の「魔導具」と呼ばれる装備が手に入り、道中でこれらを活用して謎解きを行う。
削字之剣（デリートソード）
画面上の文字を消すことができる剣。
例として、日本語版では、「灯をつけたい」という文の「い」を消して「灯をつけた」とすると周囲が明るくなる。中国語版では、スライムが湧き出している場所で表示される「史萊姆不斷冒出（スライム（史萊姆）が次々と現れる）」という文から「斷」の文字を消すと「史萊姆不冒出（スライムは現れない）」となりスライムが消滅する。
押引手袋（プッシュグローブ）
文字を押したり引いたりして移動させ、ほかの文字とつなげることができる手袋。
例として、日本語版では、「不信感」の「信」を移動させて「自」の横に置き「自信」の熟語を作る。中国語版では、ある場面で殺気立った盗賊が主人公の前に現れて「可要你好看啦！（お前は終わりだ！）」と発言するが、「你」と「看」を入れ替えると「可要看好你啦！（お前には期待している！）」という励ましの言葉に変わり、主人公は気分を良くしてその場を立ち去る。
離合之兜（スプリットメット）
漢字のパーツを分解して複数個の漢字にしたり、逆に複数個の漢字を組み合わせて別の漢字を作成したりすることができる兜。
日本語版、中国語版共通の例として、「喬木」（日本語としての読みは「きょうぼく」）の2文字を組み合わせると「橋」の文字ができ、川に橋が架かる。また、主人公の「我」が「鳥」の文字と融合すると「鵝（ガチョウ）」となり川を渡ることができる。
このほかのシステムとして、謎解きのヒントを得ることができる「瞑想」がある。ヒントは1つの謎解きにつき3回に分けて段階的に提供され、1回目のヒントはほのめかし程度だが3回目では核心に迫る内容になっている。

## 開発

### 中国語版
本作のコンセプトは、2014年に本作のゼネラルプロデューサー兼ゲームプランナーの張文韋がノートに記したメモ書きがきっかけとなっている。その内容は「小華拿起美工刀砍向小明。（小華はカッターナイフを手に取り小明に切りつけた。）」という一文で、張は、もしもメモを書き換えるゲームがあったら傷つくのは小華かもしれないと考え、そこで思いついた「文字遊戲」というタイトルをページの見出し部分に記した。ただ、当時の張は多忙で、ゲームの構想を練り始めるのは2年後の2016年からとなった。
当初のTeam9のメンバーは張とマーケティングプランナー兼ゲームプランナーの黃威愷の2人だけで、ともにプログラミングの経験がなかったため独学で学ぼうとしたがうまくいかず、プログラミング経験のある張の弟の張文瀚とデザインの素養を持つ大学の同級生の邱梁鈞の協力を得ることにした。また、シナリオ担当者には数々の文学賞の受賞歴がある陳育律（Hank）を迎え入れ、サウンドトラックは2020年の台湾ドラマ『罪夢者』で金鐘奨サウンドデザイン賞を受賞した黃鎮洋（Triodust）が担当した。
2020年11月18日から2021年2月9日までの期間にクラウドファンディングサイトの嘖嘖（zeczec）を通じて資金調達が行われ、3578人から合計324万193新台湾ドルの資金を集めた。

### 日本語版

#### 本編制作開始までの経緯
本作の日本語版を制作するきっかけは、Team9からフライハイワークスのもとにローカライズ・パブリッシングの打診があったことだが、フライハイワークス代表取締役の黄政凱は当初、本作のように文字を操作する系統のパズルゲームは珍しくないとしてあまり乗り気ではなかった。本作のようなゲームはローカライズが難しいわりにあまり広く遊ばれず、また、本作は特に画面が白黒であることからビジネスとしては難しいと感じたため、黄は一応のテストプレイをした後に断ろうと考えていた。ところが、実際に遊んでみるとゲームの中盤以降の展開に引き込まれて一気に最後までプレイし、その凄さを体感した。一方で、これを日本語化するためには、漢字の謎解きが成立するような文章をなるべく自然な形で組み込まなければならず、文字数制限の問題もある（「謝謝」→「ありがとう」のように日本語の方が文字数が多い傾向がある）ことから、日本語ローカライズは無理なのではないかと感じた。しかし、両親が台湾人で日本で生まれ日本語と中国語のバイリンガルという境遇を持つ黄は「この作品のローカライズは私がやらないと正しく伝わらない」「私がやらなければいけない」という使命感を抱き、また、もし完成できたら大きな実績になるという考えもあり、日本語化に取り組むことを決意した。
ローカライズの依頼を引き受けた場合に完成まで少なくとも2年はかかると予想され、少人数で運営しているフライハイワークスにとって大きなリスクが伴うことから、黄は2022年夏ごろ、体験版の『文字遊戯 第零章』をまず日本語化してリリース後の反応を見てから決めたいとTeam9に伝えた。もしも日本語ユーザーからの反応が良くなければ制作を撤回すると黄は考えていたが、2023年7月に『第零章』の日本語版をリリースし同月開催のBitSummitに出展すると多くの好評の声をもらい、同イベントの賞の一つのPlayStation賞も受賞したことで、黄は「後には引けない」と感じ、『文字遊戯』の日本語化に本格的に取り組むことになった。

#### ローカライズ作業
中国語版の『文字遊戯』はローカライズを想定したつくりになっておらず仕様書すらないという状況だったため、フライハイワークスでは、開発の前段階として翻訳用の資料を整える作業を行うことにした。その作業の内容は、原作を隅々までプレイした動画を用意し、すべての台詞に対してスクリーンショットを取ったうえで、「ここはこう訳す」という指示を書くためのドキュメント群を用意するというもので、スクリーンショットの枚数は1万枚以上に及び、ドキュメントの準備完了まで約2か月、そのドキュメントに翻訳指示を書き込む作業に約1年が費やされた。その後、翻訳に対して原作のTeam9側からの監修やリテイクが入り、すべてが整った段階で実装作業が開始された。プログラミングやグラフィックは、フライハイワークスと10年近くつきあいがある開発会社のエスカドラが担当した。
主人公名は日本語版、中国語版ともに「我」だが、日本語の「我（われ）」を文章の中でそのまま使うとおかしくなってしまい、かといって、「我」とニュアンスが近い「私」は勇者を表現する文字として最良ではないと黄は感じていた。一方で、アイテムの「削字之剣」などについて、そのまま「さくじのけん」などと読むのは不自然だが、カタカナで表現すると西洋風になってしまうため極力使いたくないというジレンマを抱えていた。こうした中、黄が当時読んでいたノ村優介のサッカー漫画『ブルーロック』の作中で「二段触弾（ダブルタップ）」のように漢字の技名にルビをふる表現が多用されているのを見たことがヒントとなり、「我（ワタシ）」や「削字之剣（デリートソード）」のようにカタカナのルビをふることで問題解決に繋げた。
日本語版では一部の固有名詞の改変が行われている。例として、物語の序盤に登場する村の名前は、中国語版では「克里皮（クリッピー）」だが、これは1990年代に英語圏のMicrosoft Windowsに搭載されていたアシスタントキャラの「Clippy」が元ネタで、日本語版では、日本語版Windowsでこれに相当するイルカのカイル（「お前を消す方法」のミームで知られる）を基に「可以留」という文字を充てた。また、主人公の友人の名前は、中国語版では英語アルファベットの「S」を基にした「艾斯（エス、またはエース）」だが、日本語版では日本語キーボードの「Caps Lock」キーの下に書かれている「英数」の文字を充て「エス」と読ませている。

## 受賞
| 年   | 賞                                   | 部門                                                  | 結果       | 出典          | 備考                 |
| ---- | ------------------------------------ | ----------------------------------------------------- | ---------- | ------------- | -------------------- |
| 2020 | 巴哈姆特 ACG 創作大賽 遊戲組         | 最佳創意獎 （最優秀クリエイティブ賞）                 | 受賞       | [ 17 ]        |                      |
| 2020 | 巴哈姆特 ACG 創作大賽 遊戲組         | 金賞                                                  | 受賞       | [ 17 ]        |                      |
| 2020 | indiePlay                            | 最佳听觉效果 （最優秀聴覚効果）                       | 受賞       | [ 18 ] [ 19 ] |                      |
| 2020 | indiePlay                            | 最佳创新 （最優秀イノベーション）                     | ノミネート | [ 18 ] [ 19 ] |                      |
| 2020 | indiePlay                            | 最佳游戏大奖 （最優秀ゲーム大賞）                     | ノミネート | [ 18 ] [ 19 ] |                      |
| 2021 | 台北ゲームショウ Indie Game Award    | 最佳創新 （最優秀イノベーション）                     | 受賞       | [ 20 ] [ 21 ] |                      |
| 2021 | 台北ゲームショウ Indie Game Award    | 最佳遊戲設計 （最優秀ゲームデザイン）                 | ノミネート | [ 20 ] [ 21 ] |                      |
| 2021 | INDIE Live Expo Awards               | ローカル文化賞                                        | 受賞       | [ 22 ]        |                      |
| 2021 | The GWB Game Awards                  | 金獎 （金賞）                                         | 受賞       | [ 23 ]        |                      |
| 2021 | The GWB Game Awards                  | 最佳玩法突破獎 （最優秀ゲームプレイブレイクスルー賞） | 受賞       | [ 23 ]        |                      |
| 2022 | ゴールデン・ピン・デザイン・アワード | 傳達設計類 （コミュニケーションデザイン部門）         | 受賞       | [ 24 ]        | 関連商品に対する賞。 |
| 2023 | iFデザイン賞                         | ゲームブランディング                                  | 受賞       | [ 25 ]        | 関連商品に対する賞。 |
| 2023 | BitSummit Award                      | スポンサー アワード PlayStation賞                     | 受賞       | [ 26 ]        | 日本語版に対する賞。 |

## Steam日本語版の配信を巡る問題
日本語版の『文字遊戯』は当初、Steam版とNintendo Switch版を同日発売する予定だったが、Steam版の審査が通らなかったため、Nintendo Switch版が先行して2025年8月7日に発売された。
黄によると、Steam側から伝えられた審査拒否の理由は、既に配信されている別タイトル（中国語版）と同じように見受けられるためローカライズ版は別タイトルとしてではなく当該タイトルのDLCとして発売するなどの対応をとるように、というものだったという。これに対して黄は、日本語版は単純翻訳ではない形で多くの改変を行っており、パブリッシャーも異なるのでそうした対応（DLCで発売するなど）はできない、また、ストアページ公開時点では指摘がなかったにもかかわらず最終審査の段階になって企画コンセプトの是非について指摘されるのは承服できないとして再考を要請したが、これ以降Steam側からは長期間連絡がなく、発売の見通しが立たない状況に陥った。
Steam側の対応について、黄は、Steam側の審査担当者は英語は分かるが日本語と中国語の違いは分からないためではないかと推測している。
2025年8月13日の午前中に行われたフライハイワークスの公式Xアカウントの投稿でSteam版の審査が通ったことが報告され、同日の夕方に配信が開始された。